# Jean de Samois
Jean de Samois, ou Johannis de Samois ou Joannes voir Johannes de Sanzois, est un évêque de Rennes puis évêque de Lisieux, religieux français du XIIIe siècle.

## Biographie
Religieux franciscain, il succède à Guillaume de La Roche-Tanguy, suivant les annales de Vading. Il est né à Samois-sur-seine, village du diocèse de Sens, dont il porte le nom, et embrasse l'institut des Frères-Mineurs.
En 1282, dans le testament de Pierre comte d'Alençon, il est désigné testamentaire et est qualifié sur les documents de frère mineur.
Élu évêque de Rennes, il occupe le siège pendant deux ans seulement, car le pape Boniface VIII le transfère à Lisieux en 1299. Il assista au concile provincial tenu dans l'église de Notre-Dame-du-Pré, près de Rouen, et mourut en 1302, le 30 octobre, selon le nécrologe de l'église de Rennes, ou le 5 décembre, suivant le nécrologe de Lisieux.
En 1290 le pape Nicolas IV demande à Philippe IV le Bel de secourir les armées croisées guerroyantes en terre sainte. Pour mener à bien cette aventure, le pape sollicite Jean de Samois, pénitent de  l'Ordre des frères mineurs d'engager et recruter des armées de cavalerie, d'infanterie, d'archers, d'arbalétriers et un nombre suffisant de galères. Jean conseille le roi de ne point se charger de la défense en terre sainte, ce que le roi suivra en chargeant Jean d'apporter une réponse négative. Le 9 décembre 1290 le pape insistera par courrier afin d'infléchir le roi Philippe le Bel.

## Source
- (la) Jean-Barthélemy Hauréau, Gallia Christiana, vol. XIV Provincia Turonensi, Paris, Firmin-Didot, 1856, p. 755 Episcopi Redonensis XXXVI Joannes II